# PlayStation Analog Joystick
El PlayStation Analog Joystick (SCPH-1110) es el primer controlador analógico de Sony para PlayStation, y es el precursor del PlayStation Dual Analog Controller. A menudo se denomina incorrectamente como el "Sony Flightstick" (que no debe confundirse con la línea Flightstick de joysticks para consolas PlayStation del fabricante de periféricos Hori).

## Historia
Anunciado al público en agosto de 1995, el Analog Joystick fue lanzado al público en Japón a principios de abril de 1996.

## Características
El Analog Joystick usaba tecnología de potenciómetro que se usaba anteriormente en consolas como la Vectrex; en lugar de depender de interruptores binarios de ocho vías, el controlador puede detectar cambios angulares diminutos en todo el rango de movimiento. La palanca también cuenta con un interruptor de sombrero digital operado con el pulgar en el joystick derecho, que corresponde al D-pad tradicional, y se usa para casos en los que se necesitan movimientos digitales simples.
Se incluyó un modo de compatibilidad para el Analog Joystick en el Dual Analog Controller, la primera revisión analógica de Sony de su diseño original de gamepad.
Los juegos de PS1 que admiten el Analog Joystick PS1 tienen un icono "Analog Joystick Compatible" en la contraportada.
El Analog Joystick tiene un interruptor para seleccionar el modo analógico o digital. Cuando está en el modo digital, ambos controles funcionan como gamepad en un controlador PS1 normal. Los juegos de PS1 más antiguos que no son compatibles con los sticks PS1 DualShock pueden funcionar con el Joystick analógico.

## Lista de juegos compatibles con Analog Joystick
PlayStation
- Ace Combat 2[4]
- Ace Combat 3[4]
- Ape Escape
- Armored Trooper Votoms (Japón)[4]
- Asteroids
- Atari Anniversary Edition Redux
- Atari Collection 2 (Paperboy, RoadBlasters, Marble Madness)[4]
- Bogey Dead 6 (Japón como Sidewinder / Europa como Raging Skies), lanzado al mismo tiempo que el Analog Joystick[5]
- Centipede
- Car & Driver Grand Tour Racing '98[4]
- Choro Q Jet: Rainbow Wings (Japón)
- Colony Wars[4]
- Colony Wars: Vengeance[4]
- Cyberia[4]
- Descent y Descent Maximum[4]
- Digital Glider Airman (Japón)
- Elemental Gearbolt[4]
- EOS: Edge of Skyhigh (Japón)[4]
- Formula 1 97 (conocido como Formula 1 Championship Edition en Estados Unidos y en Canadá)[4]
- Galaxian 3 (Japón y Europa)
- Gunship
- Independence Day
- Macross Digital Mission VF-X (Japón)
- Macross Digital Mission VF-X 2 (Japón)
- MDK
- MechWarrior 2: 31st Century Combat[4]
- Arcade's Greatest Hits: The Midway Collection 2 (utilizada en Blaster)
- Missile Command
- Namco Museum Vol. 4 (Solo Assault y Assault Plus)[6][4]
- Newman / Haas Racing[4]
- Nightmare Creatures
- Pitfall 3D: Beyond the Jungle
- Project Gaiairy (Japón)[4]
- Rise 2: Resurrection[4]
- R/C Stunt Copter
- Shadow Master[4]
- Sidewinder 2[7]
- Slamscape[4]
- Steel Reign[4]
- The Need for Speed (solo admite modo digital)[4]
- Treasures of the Deep
- Vehicle Cavalier (Japón)
- Vigilante 8
- Wing Commander IV: The Price of Freedom[4]
- Wing Over 2[8][9]
- Zero Pilot (Japón)

PlayStation 2
- R-Type Final (Modo analógico y digital)
- XG3: Extreme G Racing (Modo analógico y digital)

Hay otros juegos de PS2 que también pueden usar el Analog Joystick de PS1, pero solo en modo digital. Metal Slug Anthology, Gradius III, Gradius IV y otros juegos que normalmente usan solo el Gamepad y los botones para los controles.

## Recepción
The Rat Baron de GamePro elogió el controlador por su comodidad, control estricto, diseño de botones y movimiento analógico, aunque expresó dudas de que la mayoría de los jugadores lo eligieran dado el alto precio.
El PlayStation Analog Joystick no se vendió bien en Japón, según se informa debido a su alto costo y tamaño voluminoso.

## Otros
El Analog Joystick se puede conectar a la PC a través de un adaptador USB y también a través de una interfaz de puerto paralelo estilo DirectPad Pro a la que se puede acceder en Windows usando DirectPad u otros controladores. La biblioteca Allegro ofrece la misma funcionalidad para los desarrolladores.